# مایکل ویتزل
مایکل ویتزل (آلمانی: Michael Witzel؛ زادهٔ ۱۸ ژوئیهٔ ۱۹۴۳) زبان‌شناس، و استاد دانشگاه اهل آلمان است.